# Haram (Yémen)
Pour les articles homonymes, voir Haram (homonymie).
Haram (en sud-arabique hrm-m, avec mimation Haramum) est une ancienne ville dans le nord du Jawf, actuellement sur le territoire du Yémen, à près de 1 100 m d'altitude.

## Situation
Le site borde : 
- au nord les hauts plateaux yéménites ;
- à l'ouest l'ancienne Kaminahu, aujourd'hui Kamna ;
- à l'est l'ancienne Qarnawu, maintenant Ma'in ;
- au sud le Ghail, et maintenant le village de Al-Hazm.

## Histoire
Haram a été une ville-État.
Au début du VIIe siècle av. J.-C., elle devient vassale du royaume de Saba, son voisin du sud, dont le souverain est alors Karib'il Watar. 
Dans sa guerre contre Ausan et les états-villes de Naschan et Nashq, le roi haraméen Yadhmurmalik soutient Saba avec une armée commandée par le général Hanbas du clan Na'man. 
De cette époque date le temple Banat ʿAd consacré au dieu haraméen Mutibbnatyan, à la périphérie de Haram, qui porte de nombreuses inscriptions dédicatoires. 
Plus tard, avec la fondation du royaume de Ma'in, dont la capitale est à seulement 6 km de Qarnawu, Haram perd son importance. Après la fin de l'empire minéen, il reprend quelque temps sous domination sabéenne de l'importance. 
L'abandon du site est encore obscur.

## Rois de Haram
Quelques-uns sont connus, dans le désordre :
- Yadhmurmalik avec Watar'il ;
- Yadhmurmalik avec Bi'athtar (autour de 685 av. J.-C.) ;
- Watar'il ;
- Yaschhurmalik Nabat (?) ;
- Watar'il Dharihan, fils de Yadhmurmalik ;
- Yuhar'il (?) ;
- Ma'adkarib Raydan, fils de Hwtrʿṯt.